# Lush (álbum)
Lush é o álbum de estúdio de esreia da artista de indie rock estadunidense Snail Mail, lançada em 8 de junho de 2018 através da Matador Records. O álbum foi produzido por Jake Aron.
Três singles precederam o lançamento do álbum: "Pristine", "Heat Wave", e "Let's Find an Out".

## Recepção crítica
| Críticas profissionais | Críticas profissionais |
| Pontuações agregadas   | Pontuações agregadas   |
| Fonte                  | Avaliação              |
| ---------------------- | ---------------------- |
| Metacritic             | 80/100                 |
| Avaliações da crítica  |                        |
| Fonte                  | Avaliação              |
| AllMusic               | [ 6 ]                  |
| The A.V. Club          | A-                     |
| Exclaim!               | 9/10                   |
| The Independent        | [ 9 ]                  |
| Mojo                   | [ 10 ]                 |
| Pitchfork              | 8,7/10                 |
| Q                      | [ 12 ]                 |
| Rolling Stone          | [ 13 ]                 |
| Slant Magazine         | [ 14 ]                 |
| Uncut                  | 7/10                   |

No Metacritic, que designa uma nota média, com máxima de 100, baseada em críticas das principais publicações, Lush recebeu uma nota média de 80 baseada em 25 críticas, indicando "críticas geralmente positivas". Daisy Jones, da Noisey, descreveu o álbum como "embalado em beleza e transcendência, cada música uma foto vívida no tempo, com tristeza persistindo entre todos os outros sentimentos complexos". Robert Steiner, do The Boston Globe, expressou entusiasmo pelos projetos futuros de Jordan, descrevendo como "com "Lush" cheio de momentos ressonantes como esses, é empolgante pensar que Jordan está só começando". Ryan Dombal, do Pitchfork, também aplaudiu o trabalho de Jordan, comparando o álbum ao trabalho de Liz Phair, Fiona Apple e Frank Ocean.

### Listas de fim de ano
| Publicação           | Lista                       | Posição | Ref.   |
| -------------------- | --------------------------- | ------- | ------ |
| Billboard            | 50 Melhores Álbuns de 2018  | 25      | [ 20 ] |
| Consequence of Sound | 50 Melhores Álbuns de 2018  | 22      | [ 21 ] |
| Entertainment Weekly | 20 Melhores Álbuns de 2018  | 13      | [ 22 ] |
| Fopp                 | 100 Melhores Álbuns de 2018 | 91      | [ 23 ] |
| NBHAP                | 50 Melhores Álbuns de 2018  | 14      | [ 24 ] |
| NPR                  | 50 Melhores Álbuns de 2018  | 49      | [ 25 ] |
| Noisey               | 100 Melhores Álbuns de 2018 | 4       | [ 26 ] |
| Paste                | 50 Melhores Álbuns de 2018  | 5       | [ 27 ] |
| Pitchfork            | 50 Melhores Álbuns de 2018  | 5       | [ 28 ] |
| The Skinny           | 50 Melhores Álbuns de 2018  | 35      | [ 29 ] |
| Stereogum            | 50 Melhores Álbuns de 2018  | 2       | [ 30 ] |
| Uproxx               | 50 Melhores Álbuns de 2018  | 5       | [ 31 ] |

## Alinhamento de faixas
| Nº | Título              | Compositora    | Produtor  | Duração |
| -- | ------------------- | -------------- | --------- | ------- |
| 1  | "Intro"             | Lindsey Jordan | Jake Aron | 1:12    |
| 2  | "Pristine"          | Lindsey Jordan | Jake Aron | 4:55    |
| 3  | "Speaking Terms"    | Lindsey Jordan | Jake Aron | 3:53    |
| 4  | "Heat Wave"         | Lindsey Jordan | Jake Aron | 5:08    |
| 5  | "Stick"             | Lindsey Jordan | Jake Aron | 5:13    |
| 6  | "Let's Find an Out" | Lindsey Jordan | Jake Aron | 2:13    |
| 7  | "Golden Dream"      | Lindsey Jordan | Jake Aron | 3:27    |
| 8  | "Full Control"      | Lindsey Jordan | Jake Aron | 2:55    |
| 9  | "Deep Sea"          | Lindsey Jordan | Jake Aron | 4:42    |
| 10 | "Anytime"           | Lindsey Jordan | Jake Aron | 4:38    |

## Créditos
Créditos adaptados das notas do encarte de Lush.
Banda
- Lindsey Jordan — voz, guitarra
- Ray Brown — bateria
- Alex Bass — baixo

Aspectos técnicos
- Jake Aron — produção, mixagem, engenharia
- Jonathan Schenke — engenharia
- Joe LaPorta — masterização
- Lucas Carpenter — assistente de engenharia

Músicos adicionais
- James Richardson — trompa (em "Deep Sea")
- Sam Ubl — percussão (em "Speaking Terms", "Heat Wave", "Stick" e "Full Control")
- Jake Aron — piano, órgão, guitarra ambiente, percussão

Arte
- Michael Lavine — fotografia
- Mike Zimmerman — design

## Desempenho nas tabelas musicais
| Tabela (2018)                             | Posição |
| ----------------------------------------- | ------- |
| Heatseeker Albums da Nova Zelândia (RMNZ) | 10      |